# Liechtenstein az 1972. évi téli olimpiai játékokon
Liechtenstein a japán Szapporóban megrendezett 1972. évi téli olimpiai játékok egyik részt vevő nemzete volt. Az országot az olimpián 2 sportágban 4 sportoló képviselte, akik érmet nem szereztek.

## Alpesisí
Férfi
| Versenyző      | Versenyszám      | Selejtező | Selejtező | Döntő         | Döntő         | Döntő    | Döntő    | Döntő      | Döntő      |
| Versenyző      | Versenyszám      | Selejtező | Selejtező | 1. futam      | 1. futam      | 2. futam | 2. futam | Összesítés | Összesítés |
| Versenyző      | Versenyszám      | Idő       | Hely.     | Idő           | Hely.         | Idő      | Hely.    | Idő        | Helyezés   |
| -------------- | ---------------- | --------- | --------- | ------------- | ------------- | -------- | -------- | ---------- | ---------- |
| Willi Frommelt | Lesiklás         |           |           |               |               |          |          | 1:57,58    | 30.        |
| Willi Frommelt | Műlesiklás       | 1:43,39   | 4.*       | kizárták      | kizárták      | kiesett  | kiesett  | kiesett    | kiesett    |
| Willi Frommelt | Óriás-műlesiklás |           |           | 1:35,71       | 20.           | 1:42,94  | 26.      | 3:18,65    | 22.        |
| Herbert Marxer | Lesiklás         |           |           |               |               |          |          | 1:55,90    | 26.        |
| Herbert Marxer | Műlesiklás       | kizárták  | kizárták  | nem ért célba | nem ért célba | kiesett  | kiesett  | kiesett    | kiesett    |
| Herbert Marxer | Óriás-műlesiklás |           |           | 1:38,13       | 32.           | 1:41,57  | 21.      | 3:19,70    | 24.        |

Női
| Versenyző    | Versenyszám      | 1. futam | 1. futam | 2. futam | 2. futam | Összesítés | Összesítés |
| Versenyző    | Versenyszám      | Idő      | Hely.    | Idő      | Hely.    | Idő        | Helyezés   |
| ------------ | ---------------- | -------- | -------- | -------- | -------- | ---------- | ---------- |
| Marta Bühler | Lesiklás         |          |          |          |          | 1:40,06    | 10.        |
| Marta Bühler | Műlesiklás       | 50,65    | 21.      | 51,04    | 17.      | 1:41,69    | 18.        |
| Marta Bühler | Óriás-műlesiklás |          |          |          |          | 1:33,15    | 10.        |

* - egy másik versenyzővel azonos eredményt ért el

## Szánkó
| Versenyző   | Versenyszám | 1. futam | 1. futam | 2. futam | 2. futam | 3. futam | 3. futam | 4. futam | 4. futam | Összesítés | Összesítés |
| Versenyző   | Versenyszám | Idő      | Hely.    | Idő      | Hely.    | Idő      | Hely.    | Idő      | Hely.    | Idő        | Helyezés   |
| ----------- | ----------- | -------- | -------- | -------- | -------- | -------- | -------- | -------- | -------- | ---------- | ---------- |
| Werner Sele | Férfi egyes | 56,39    | 40.      | 56,04    | 40.      | 55,03    | 39.      | 54,92    | 36.      | 3:42,38    | 39.        |